# Ny Leonis
Ny Leonis ( ν Leonis , förkortat Ny Leo,  ν Leo) som är stjärnans Bayerbeteckning, är en dubbelstjärna belägen i den sydvästra delen av stjärnbilden Lejonet. Den har en skenbar magnitud på 5,15 och är svagt synlig för blotta ögat. Baserat på parallaxmätning inom Hipparcosuppdraget på ca 6,5 mas, beräknas den befinna sig på ett avstånd av ca 500 ljusår (153 parsek) från solen. Med detta avstånd är dess skenbara magnituden minskad med 0,33 enheter på grund av interstellärt stoft.

## Egenskaper
Ny Leonis är en spektroskopisk dubbelstjärna med en omloppsperiod på 137,3 dygn och en excentricitet på 0,7. Den primära komponentet av är en blå underjättestjärna av spektralklass B6 IV. Den har en massa som är ca 3,37 gånger solens massa och har expanderat till 2,3 gångern solens radie. Den utsänder från dess fotosfär 244 gånger mer energi än solen vid en effektiv temperatur på 4 436 K. Stjärnans rotation är måttlig med en projicerad rotationshastighet på 100 km/s. Litet är känt om följeslagaren.